# Pablo César Aguilar
Pablo César Aguilar, né le 2 avril 1987 à Luque au Paraguay, est un footballeur international paraguayen qui évolue au poste de défenseur central avec le club de Cruz Azul.

## Biographie

### En club
Pablo César Aguilar évolue au Paraguay, en Argentine et au Mexique.
Il dispute plus de 300 matchs en première division mexicaine.
Avec le Club América, il remporte la Ligue des champions de la CONCACAF à deux reprises. Tout d'abord en 2015, en battant l'Impact de Montréal en finale. Puis en 2016, en battant les Tigres UANL en finale.
Il participe également avec le Club América à deux reprises à la Coupe du monde des clubs :  en 2015 (un match joué), puis en 2016 (trois matchs joués).
En Copa Libertadores, il dispute sept matchs, inscrivant un but. Il dispute les quarts de finale de cette compétition en 2013 avec le Club Tijuana.
En 2018, il remporte la Coupe du Mexique (Apertura) avec Cruz Azul, en battant le CF Monterrey en finale. Il gagne également avec cette équipe la Supercoupe des coupes du Mexique en 2019, en battant le Club Necaxa. Par la suite, il remporte la Leagues Cup 2019 en battant les Tigres UANL.

### En équipe nationale
Pablo César Aguilar reçoit 27 sélections en équipe du Paraguay entre 2007 et 2016, inscrivant quatre buts.
Il reçoit sa première sélection en équipe nationale le 22 août 2007, en amical contre le Venezuela (score : 1-1). Le 16 octobre 2012, il inscrit son premier but en équipe nationale, face au Pérou. Ce match gagné sur le score de 1-0 rentre dans le cadre des éliminatoires du mondial 2014.
Le 14 novembre 2012, il inscrit son premier doublé avec le Paraguay, lors d'un match amical face à l'équipe d'Argentine (victoire 3-1). Par la suite, le 26 février 2013, il marque son quatrième but, face au Salvador (victoire 3-0).
En 2015, il est retenu par le sélectionneur Ramón Díaz, afin de participer à la Copa América organisée au Chili. Lors de cette compétition, il joue cinq matchs. Le Paraguay se classe quatrième du tournoi.
Il reçoit sa dernière sélection avec le Paraguay le 6 septembre 2016, contre l'Uruguay, lors des éliminatoires du mondial 2018. Le Paraguay s'incline alors sur le lourd score de 4-0.

## Palmarès
- Vainqueur de la Ligue des champions de la CONCACAF en 2015 et en 2016 avec le Club América
- Champion du Mexique en 2012 (Tournoi d'ouverture) avec le Club Tijuana et en 2014 (Tournoi d'ouverture) avec le Club América
- Vainqueur de la Coupe du Mexique (Apertura) en 2018 avec Cruz Azul
- Vainqueur de la Supercoupe des coupes du Mexique en 2019 avec Cruz Azul
- Vainqueur de la Leagues Cup en 2019 avec Cruz Azul